# Sceloporus cryptus
Sceloporus cryptus este o specie de șopârle din genul Sceloporus, familia Phrynosomatidae, descrisă de Worthington George Smith și Lynch 1967. A fost clasificată de IUCN ca specie cu risc scăzut. Conform Catalogue of Life specia Sceloporus cryptus nu are subspecii cunoscute.